# Людоед (фильм, 1991)
«Людоед» — фильм 1991 года режиссёра Геннадия Земеля. Сюжет художественного фильма привязан к реальному событию — самому крупному восстанию заключённых в 1954 году в Казахстане. Фильм снимался в городе Балхаш на территории хорошо сохранившегося Балхашского отделения Степлага. Съёмки производились на специальной киноплёнке с целью добиться «жёлтого» изображения — эффект документального фильма. Во время августовского путча съёмки фильма были приостановлены, а плёнку закопали в землю.

## Сюжет
Фильм начинается с рассказа пожилого человека своему сыну, во время полёта на вертолёте (в 1990-е годы), об истории своего побега из лагеря, когда он пытался спасти своего отца. Далее сюжет фильма перемещается в прошлое. На фоне идущих через пески колонн заключенных появляются титры «Казахстан, 1954 года», после пролога еще одна надпись «16 мая». Место и дата отсылают к конкретному историческому событию Кенгирскому восстанию заключённых.
В 1950-е годы молодой военнослужащий внутренних войск в звании лейтенанта приезжает из Москвы в Казахстан на практику в исправительно-трудовой лагерь. Его задание — расследование дела заключённого, который во время побега из лагеря убил и съел своего спутника. Этот поступок он не может понять. Позже он сам попадает в лагерь, где в это время происходит жестокое подавление восстания заключённых. Совершив побег, отец и сын попадают в критические условия, которые вынуждают отца совершить самоубийство, а сына — съесть его труп, чтобы выжить в пустыне.

## В ролях
- Владимир Талашко — капитан Николай Окунев
- Герман Качин — майор Николай Савельевич Терешко
- Алексей Шемес — Чубкин
- Пётр Дербенев — полковник Сергей Дмитриевич Кочетов
- Олег Гущин — юрист Виктор Сергеевич Кочетов
- Виктор Гавришев — Антанас Бучис
- Руслан Наурбиев — Алымбек Худаев
- Димаш Ахимов — старшина Торгай Кемельбаев
- Николай Рябычин — Зинчук
- Фёдор Любецкий — Иштван Корда
- Алексей Резник — Яшка Буковинец
- Нуржуман Ихтимбаев — зек-азиат
- Анатолий Карельский — начальник лагеря полковник Анатолий Львович Филимонов
- Валерий Саулов — лейтенант Коркин
- Ибрагим Беков — капитан Бутурлин

## Съёмочная группа
- Автор сценария и режиссёр-постановщик: Геннадий Земель
- Оператор-постановщик: Раймондс Ритумс
- Художник-постановщик: Виктор Леднёв

## Реакция бывших узниковСтеплага
Во время 1-й Международной конференции «Сопротивление в ГУЛАГе», организованной обществом «Возвращение», 20 мая 1992 года участники лагерных восстаний посмотрели фильм Г. Земеля «Людоед». В том числе на просмотре присутствовало большое число участников Кенгирского восстания, к которому прямо обращён фильм. Мнение участников этого исторического события было обобщено в уничтожающей рецензии казахстанского поэта, узника Степлага Юрия Грунина «Странный дальтонизм киносценариста. О кинофильме „Людоед“ и не только о нём.». Грунин пишет: «Для разрядки и „оживляжа“ введены сексуальные сцены. Офицер охраны разрывает сверху донизу платье заключенной медсестры, — конечно, в этом эпизоде под платьем не оказывается белья, чтобы эффектнее показать молодое женское тело. Медсестрой в это время работала Руфь Тамарина, ныне известная казахстанская поэтесса. Можно представить ее возмущение этим фильмом!», «Весь фильм — это потребительская халтура», «Сценарист имеет право на домысел, но с событиями недавнего прошлого следует быть острожным: ведь многие участники восстания живы, зачем же оскорблять их этой омерзительной бесчеловечностью навязывать им садистские поступки?».